# Нестопля Вас
Нестопля Вас (словен. Nestoplja vas) — поселення в общині Семич, регіон Південно-Східна Словенія, Словенія.